# Sheila Rowbotham
Sheila Rowbotham (Leeds, 27 febbraio 1943) è una storica britannica.

## Primi anni
Rowbotham è nata nel 1943 a Leeds, figlia di un venditore di una società di ingegneria e di un'impiegata d'ufficio. Fin dalla tenera età era profondamente interessata alla storia. Ha scritto che la storia politica tradizionale "l'ha lasciata indifferente", ma ha attribuito a Olga Wilkinson, una delle sue insegnanti, il merito di aver incoraggiato il suo interesse per la storia sociale dimostrando che questa "apparteneva al presente, non ai libri di testo di storia".
Ha frequentato il St Hilda's College di Oxford e poi l'Università di Londra. Attraverso il suo coinvolgimento nella campagna per il disarmo nucleare e in vari circoli socialisti tra cui l'ala giovanile del Partito Laburista, i Giovani Socialisti, fu introdotta alle idee di Karl Marx. Ben presto disincantata dalla direzione della politica di partito, si immerse in una serie di campagne di sinistra, inclusa la scrittura per il quotidiano politico radicale Black Dwarf, del cui comitato editoriale era entrata a far parte.

## Femminismo
Negli anni '60 Rowbotham insieme a Sally Alexander e Anna Davin fu una delle fondatrici e leader del movimento History Workshop associato al Ruskin College. Il movimento History Workshop cercò di concentrarsi sulle esperienze della gente comune sposando la tradizione marxista della scrittura della storia con la tradizione del movimento operaio. Verso la fine degli anni '60 Rowbotham fu coinvolta nel crescente movimento di liberazione delle donne (noto anche come femminismo della seconda ondata). Nel 1969 pubblicò il suo opuscolo Women's Liberation and the New Politics, in cui sosteneva che la teoria socialista doveva considerare l'oppressione delle donne in termini sia culturali che economici. Fu inoltre coinvolta nella conferenza Beyond the Fragments, che tentò di riunire le correnti socialiste democratiche e femministe socialiste in Gran Bretagna. Tra il 1983 e il 1986 fu direttrice di Jobs for Change, il giornale del Greater London Council.
A quel tempo fece parte dell'Unità di pianificazione popolare del GLC insieme a Hilary Wainwright, che era coinvolta nello sviluppo di approcci democratici alla pianificazione economica. Da allora produsse numerosi studi e articoli che ampliavano la sua teoria secondo la quale, poiché l'oppressione delle donne era il risultato di forze sia economiche che culturali, per ottenere la liberazione era necessaria una prospettiva dualista (femminismo socialista) che esaminasse sia la sfera pubblica che quella privata verso la liberazione.
Fu particolarmente influenzata dalla storia sociale marxista praticata da E. P. Thompson e Dorothy Thompson. Combinando un'analisi marxista con il femminismo, Rowbotham sostiene che il capitalismo non solo opprime sistematicamente la classe lavoratrice, ma anche in particolare le donne. A suo avviso, le donne sono doppiamente oppresse poiché sono costrette a vendere il loro lavoro per sopravvivere, ma sono anche costrette a usare il loro lavoro per mantenere i loro mariti e figli. Rowbotham è critica nei confronti della storia marxista tradizionale per quello che vede come il trascurare questioni come la storia familiare, il ruolo delle casalinghe nel sostenere l'economia, la sessualità e la maternità. Sostiene che la storia marxista tradizionale, concentrandosi su un conflitto di classe, mancava dell'oppressione sessuale. Allo stesso modo ha criticato quei marxisti che sostengono che il sessismo non esisteva nelle società comuniste con l'affermazione che il sessismo è stato causato dal capitalismo come un cattivo servizio alla storia. Sostiene inoltre che quegli storici marxisti che vedono la storia delle donne come una "distrazione" dal tema principale della lotta di classe stiano presentando una versione fuorviante della storia.
Nei suoi primi libri importanti Women, Resistance and Revolution (1972) e Hidden from History (1973), Rowbotham ha messo in pratica le sue idee esaminando l'esperienza delle donne nei movimenti radicali e rivoluzionari a Cuba, in Algeria, Vietnam, Cina, Russia, Francia e nella Gran Bretagna dal XVII secolo al XX secolo. Secondo lei, lavorare all'interno dell'ordine stabilito non ha mai portato alle donne alcun progresso, e solo attraverso i movimenti socialisti rivoluzionari le donne hanno ottenuto guadagni sociali. Ha sostenuto che sebbene i rivoluzionari maschi siano disposti ad accettare le donne come partner finché dura la rivoluzione, una volta che la rivoluzione è finita, ci si aspetta che le donne tornino ai loro ruoli tradizionali.
Come esempio della sua tesi in Women, Resistance and Revolution, ha esaminato il ruolo delle donne russe nel periodo tardo imperiale, nel governo provvisorio e nei primi periodi sovietici. Rowbotham scrisse che le donne giocarono un ruolo chiave nel rovesciare l'imperatore Nicola II e con lui la famiglia Romanov, che regnava dal 1612, osservando che la rivoluzione di febbraio a Pietrogrado iniziò con le manifestazioni delle donne nella Giornata internazionale della donna. Rowbotham ha elogiato Vladimir Lenin e gli altri leader bolscevichi in Women, Resistance and Revolution per aver legalizzato l'aborto, il divorzio e la contraccezione, oltre ad aver fondato lo Ženotdel insieme a moderatori socializzati, assistenza sanitaria e lavanderie. Rowbothham sosteneva che i cambiamenti subiti dalle donne russe dall'era imperiale, dove la superstizione, la povertà, l'analfabetismo e la visione patriarcale delle donne come proprietà erano la norma per la prima era sovietica erano un miglioramento. Ha criticato le politiche sovietiche a partire dal primo piano quinquennale del 1928-1933 per non solo aspettarsi che le donne lavorassero a tempo pieno, ma anche per assumersi i pesi dei lavori domestici e dell'educazione dei figli, vietando allo stesso tempo l'aborto e il controllo delle nascite. Rowbotham ha sostenuto che l'era stalinista aveva segnato l'inizio di una regressione per le donne sovietiche poiché Stalin in una certa misura portò un ritorno ai valori russi tradizionali, in particolare attraverso un sontuoso culto della personalità che includeva immagini e iconografie zariste.
Rowbotham ha sostenuto che per ottenere la liberazione delle donne è necessaria una "rivoluzione all'interno della rivoluzione" o la libertà dalla "colonia all'interno della colonia" come il sessismo era ed è solo radicato negli uomini di sinistra come lo è a destra. In Women, Resistance and Revolution, scrisse che nonostante le donne poterono partecipare a eventi rivoluzionari come la rivoluzione francese e la guerra civile cinese, una volta stabilito un qualunque nuovo ordine sotto Napoleone o Mao Zedong, vi sarebbe stata una regressione ai precedenti valori patriarcali. Scrivendo sulla guerra del Vietnam, che era allora in corso, Rowbotham affermò che le donne vietnamite coinvolte in servizio nei Viet Cong sentivano un impegno particolare per la causa dovuto ai pericoli di stupro da parte dei soldati americani e ai pericoli di difetti alla nascita causati dall'irrorazione dell'Agente Arancio. Inoltre sostiene che il capitalismo e il sessismo / patriarcato sono così strettamente collegati che l'unico modo per distruggerli entrambi è un cambiamento radicale nel "condizionamento culturale di uomini e donne, educazione dei bambini, forma dei luoghi in cui viviamo, struttura legale della società, della sessualità e della natura stessa del lavoro ". I libri di Rowbotham erano e sono ancora ben accolti nei circoli femministi radicali e la loro accessibilità ha permesso loro di restare popolari.
In Hidden from History, ha esaminato la storia delle donne britanniche dal XVII secolo al 1930 da un punto di vista marxista. Per Rowbotham la storia delle donne britanniche potrebbe essere meglio definita attraverso l'oppressione di classe, la rivoluzione industriale e il sessismo.
Nel suo libro del 1973 Women's Consciousness, Men's World sostiene che il lavoro domestico svolto dalle donne faceva parte della produzione di merci in quanto consentiva la produzione e la riproduzione del lavoro degli uomini, sfidando così un principio chiave della storia marxista tradizionale. Tuttavia, ha affermato che la famiglia umana non era solo uno strumento per disciplinare e sottomettere le donne al capitalismo, ma era un luogo dove potenzialmente gli esseri umani potevano rifugiarsi da ciò che Rowbotham vede come la mercificazione delle relazioni umane sotto il capitalismo. Afferma che crescere i figli, la sessualità e il bisogno di relazioni umane fanno sì che la famiglia raramente possa essere ridotta a un bene di servizio. Allo stesso modo sostiene una storia marxista che accorda uguale importanza al ruolo di entrambi i sessi nella storia delle rivoluzioni, dei sindacati, dei partiti politici e dei movimenti di protesta.
In Women's Consciousness, Men's World, Rowbotham ha presentato la sua analisi delle condizioni sociali contemporanee in Gran Bretagna da una prospettiva marxista-femminista. Sostiene che le origini del sessismo sono antecedenti al capitalismo e che l'istituzione del matrimonio somiglia molto al feudalesimo. Sostiene che come nel feudalesimo i servi della gleba erano obbligati a servire i loro padroni, anche le mogli sono state contratte per servire i loro mariti. La storica Susan Cook ha elogiato Rowbotham per aver rintracciato una "coscienza femminile" in Gran Bretagna dal XVII secolo in poi attraverso "reti complesse" di cambiamento economico e politico. La chiarezza della scrittura di Rowbotham insieme alla sua immagine di quella che Cook chiamava "la potenziale natura contraddittoria dei desideri e dei bisogni delle donne" assicurarono che Women's Consciousness, Men's World raggiungesse un vasto pubblico.
Nel suo libro del 1977 Dutiful Daughters, scritto insieme a Jean McCrindle, Rowbotham ha intervistato quattordici donne di classe medio-bassa e di origine operaia. Sebbene Rowbotham noti che le storie di vita delle donne intervistate per Dutiful Daughters non erano intese per essere rappresentative di tutte le donne britanniche, sostiene che queste istantanee di vite diverse, se combinate con un numero sufficiente di altre storie orali, possono fornire una comprensione dell'esperienza di donne comuni.
Come parte del rapporto tra il personale e il politico, Rowbotham ha esaminato le convinzioni sessuali e politiche dei radicali di fine XIX e inizio XX secolo come l'attivista per i diritti dei gay Edward Carpenter, che vedeva nel socialismo la via per la rinascita spirituale dell'umanità, e la femminista Stella Browne, che ha combattuto per la legalizzazione del controllo delle nascite e ha sostenuto l'importanza del piacere sessuale per le donne. Rowbotham ha sostenuto che le convinzioni politiche di Carpenter e Browne erano strettamente legate alle loro vite personali.
Oltre al suo lavoro di storica, Rowbotham è stata attiva in cause di sinistra. Nel suo libro Beyond the Fragments, scritto insieme a Hilary Wainwright e Lynne Segal, Rowbotham ha chiesto che le varie frazioni della sinistra britannica si unissero e lavorassero per una Gran Bretagna socialista attraverso l'attivismo di base. Ha grande fiducia nei movimenti sociali attivisti che lavorano dal basso verso l'alto per cambiare la società e ritiene che gli storici abbiano il dovere di contribuire al cambiamento sociale scrivendo libri che espongono ciò che lei vede come i mali della società.
Inserendo Rowbotham come una delle tre donne nella sua raccolta del 2000 di Fifty Key Thinkers on History, Hughes-Warrington descrive Rowbotham una ricercatrice che "attinge a un'ampia varietà di fonti tra cui canzoni, romanzi, documenti governativi e organizzativi, opuscoli, opere di altri storici e le proprie esperienze".
Hughes-Warrington, notando il suo pubblico di uomini e donne comuni (e la loro storia), non ha considerato sorprendente che "respinga gran parte dell'attuale letteratura sugli studi di genere, la teoria marxista e la storiografia. Per lei, l'importazione di strutturalisti francesi e post-strutturalisti le prospettive non solo hanno reso la scrittura accademica inaccessibile al pubblico, ma hanno anche scoraggiato gli accademici dall'interessarsi al mondo in via di sviluppo e alla vita e al lavoro di persone con eredità diverse dalla loro".
Riferendosi a The Trouble with Patriarchy di Rowbotham, Hughes-Warrington concorda con la necessità di avere un'idea chiara di cosa sia il patriarcato per lottare contro di esso e cita per intero la definizione di Rowbotham. Trova da ridire su quelle femministe che negano agli uomini un ruolo nella battaglia contro il sessismo. Secondo lei, le donne e gli uomini dovrebbero opporsi allo stesso modo sia al capitalismo che al sessismo per ottenere una radicale riorganizzazione sociale. In un'intervista del 2011, Rowbotham ha criticato il comunismo, sostenendo che il leninismo "restringe la lotta per l'emancipazione delle donne" e vede il "socialismo libertario", il "socialismo etico" e l'anarchismo come una comprensione più vitale dei bisogni delle donne.

## Ultimi anni
Nel 2004 Rowbotham è stata eletta membro della Royal Society of Arts. È stata professoressa di storia del genere e del lavoro e di sociologia presso l'Università di Manchester fino al suo pensionamento nel 2008.
La sua biografia di Edward Carpenter del 2009 è stata selezionata per il James Tait Black Memorial Prize.
Rowbotham è stata scrittrice in residenza dell'Eccles Center presso la British Library per il 2012, dove la sua ricerca ha consentito il completamento di Rebel Crossings.
È stata interpretata dall'attrice Jo Herbert nel film britannico Il concorso (2020) sulle proteste di Miss Mondo del 1970.

## Opere
- Women's Liberation and the New Politics (Spokesman, 1969). ISBN 0-85124-008-9
- Women, Resistance and Revolution (Allen Lane, 1973; Verso, 2014)
- Woman's Consciousness, Man's World (Pelican, 1973; Verso, 2015)
- Hidden from History: 300 years of Women's Oppression and the Fight Against It (Pluto Press, 1973, 1992).
- A New World for Women: Stella Browne, Socialist Feminist (Pluto Press, 1977). ISBN 0-904383-54-7
- Dutiful Daughters: Women Talk About Their Lives, with Jean McCrindle (Viking Press, 1977). ISBN 0-7139-1050-X
- Beyond the Fragments: Feminism and the Making of Socialism, with Lynne Segal and Hilary Wainwright (Merlin Press, 1979, 2012)
- Dreams and Dilemmas: Collected Writings (Virago Press, 1983)
- Friends of Alice Wheeldon (Pluto Press, 1986) ISBN 0745301568
- Friends of Alice Wheeldon - 2nd Edition, The Anti-War Activist Accused of Plotting to Kill Lloyd George (Pluto Press, 2015) ISBN 9780745335759
- The Past Is Before Us: Feminism in Action Since the 1960s (HarperCollins, 1989). ISBN 0-04-440365-8
- A Century of Women: The History of Women in Britain and the United States, (Viking, 1997)
- Dignity and Daily Bread: New Forms of Economic Organization Among Poor Women in the Third World and the First, with Swasti Mitter (Routledge, 1993).
- Women in Movement: Feminism and Social Action (Routledge, 1993). ISBN 0-415-90652-0
- Homeworkers Worldwide (Merlin Press, 1993). ISBN 0-85036-434-5
- Women Encounter Technology: Changing Patterns of Employment in the Third World, with Swasti Mitter (Routledge, 1997). ISBN 0-415-14118-4
- A Century of Women: The History of Women in Britain and the United States (Viking, 1997). ISBN 0-670-87420-5
- Threads Through Time: Writings on History and Autobiography (Penguin Books, 1999). ISBN 0-14-027554-1
- Promise of a Dream: Remembering the Sixties (Verso, 2000). ISBN 1-85984-622-X
- Looking at Class: Film Television and the Working Class in Britain, with Huw Benyon (River Oram Press, 2001). ISBN 1-85489-121-9
- Women Resist Globalization; Mobilizing for Livelihood and Rights, with Stephanie Linkogle (Zed Books, 2001). ISBN 1-85649-877-8
- Edward Carpenter: A Life of Liberty and Love (Verso, 2008) ISBN 978-1-84467-295-0 (Verso, 2009). ISBN 978-1-84467-421-3
- Dreamers of a New Day: Women Who Invented the Twentieth Century (Verso, 2010).
- Rebel Crossings: New Women, Free Lovers, and Radicals in Britain and America (Verso, 2016).